# 陳賓 (洪武進士)
陳賓，字尚忠，福建福州永泰县人，明朝政治人物、進士出身。

## 生平
洪武十七年，福建甲子乡试中舉。洪武十八年，登乙丑科會試中進士，授给事中，官至江西参政。